# ژان بوتز
ژان بوتز (زاده ۸ ژوئن ۱۹۹۵)، بازیکن فوتبال اهل فرانسه است که به عنوان دروازه‌بان برای آنتورپ بازی می‌کند. 

## دوران باشگاهی
بوتز در سال ۲۰۰۳ و در ۸ سالگی، برای جوانان لیل بازی می‌کرد.  او در سال ۲۰۱۷، به صورت قرضی به موسکرون پیوست. وی نخستین بازی خود در لیگ برتر فوتبال بلژیک را در ۳۰ ژوئیه ۲۰۱۷ برابر اوستنده انجام داد. 